# Mistrzostwa Polski Seniorów w Lekkoatletyce 2000
76. Mistrzostwa Polski Seniorów w Lekkoatletyce – zawody sportowe, które rozgrywane były w Krakowie na stadionie AWF w dniach 6–8 sierpnia 2000 roku.

## Rezultaty
| NR – rekord Polski \| NL – najlepszy wynik w Polsce w sezonie \| SB – najlepszy wynik w sezonie \| PB – rekord życiowy |

### Mężczyźni
| Konkurencja:                  | 1. miejsce                                                                       | Rezultat  | 2. miejsce                                                                       | Rezultat  | 3. miejsce                                                                      | Rezultat  |
| Bieg na 100 m                 | Marcin Nowak AZS-AWF Kraków                                                      | 10,22     | Piotr Balcerzak Skra Warszawa                                                    | 10,32     | Ryszard Pilarczyk Olimpia Poznań                                                | 10,40     |
| Bieg na 200 m                 | Marcin Urbaś AZS-AWF Kraków                                                      | 20,49     | Marcin Nowak AZS-AWF Kraków                                                      | 20,51     | Piotr Balcerzak Skra Warszawa                                                   | 20,72     |
| Bieg na 400 m                 | Robert Maćkowiak Śląsk Wrocław                                                   | 45,13     | Piotr Haczek Warszawianka                                                        | 45,67     | Piotr Rysiukiewicz Śląsk Wrocław                                                | 45,67     |
| Bieg na 800 m                 | Grzegorz Krzosek RTL Dami ZTE Radom                                              | 1:46,33   | Paweł Czapiewski Lubusz Słubice                                                  | 1:46,47   | Sebastian Miller Lechia Gdańsk                                                  | 1:47,07   |
| Bieg na 1500 m                | Leszek Zblewski Warszawianka                                                     | 3:41,03   | Adam Draczyński Oleśniczanka                                                     | 3:41,85   | Rafał Wójcik Sporting Międzyzdroje                                              | 3:42,84   |
| Bieg na 5000 m                | Piotr Drwal AZS-AWF Gdańsk                                                       | 13:56,49  | Artur Błasiński RTL Dami ZTE Radom                                               | 13:56,62  | Dariusz Kruczkowski Zawisza Bydgoszcz                                           | 13:58,20  |
| Bieg na 10 000 m              | Jan Białk Wejher Wejherowo                                                       | 28:49,54  | Piotr Gładki Lechia Gdańsk                                                       | 28:56,15  | Dariusz Kruczkowski Zawisza Bydgoszcz                                           | 29:10,02  |
| Bieg na 110 m przez płotki    | Marcin Kuszewski AZS-AWF Wrocław                                                 | 13,52     | Tomasz Ścigaczewski Warszawianka                                                 | 13,62     | Krzysztof Mehlich AZS-AWF Katowice                                              | 13,79     |
| Bieg na 400 m przez płotki    | Paweł Januszewski Skra Warszawa                                                  | 48,89     | Bartosz Gruman AZS-AWF Wrocław                                                   | 49,81     | Marek Plawgo SZS-MKS-MOSM Bytom                                                 | 50,02     |
| Bieg na 3000 m z przeszkodami | Rafał Wójcik Sporting Międzyzdroje                                               | 8:22,82   | Jan Zakrzewski Oleśniczanka                                                      | 8:24,56   | Jakub Czaja SKLA Sopot                                                          | 8:34,86   |
| Sztafeta 4 × 100 m            | Skra Warszawa Paweł Jesień Marcin Krzywański Przemysław Rogowski Artur Gąsiewski | 40,41     | AZS-AWF Wrocław Wojciech Brodowski Paweł Didkowski Tomasz Pokora Artur Walenczak | 40,85     | AZS-AWF Kraków Piotr Kolasa Michał Witowski Arkadiusz Zontek Tomasz Klimkiewicz | 41,18     |
| Sztafeta 4 × 400 m            | Skra Warszawa Piotr Jagiełło Artur Gąsiewski Karol Radke Paweł Januszewski       | 3:08,41   | AZS-AWF Wrocław Grzegorz Kubacki Tomasz Rudnik Artur Walenczak Bartosz Gruman    | 3:10,00   | AZS-AWF Katowice Dominik Kij Dawid Grzegorczyk Marek Motyka Mariusz Bizoń       | 3:13,48   |
| Chód na 20 km                 | Robert Korzeniowski Wawel Kraków                                                 | 1:20:52   | Tomasz Lipiec Polonia Warszawa                                                   | 1:21:03   | Stanisław Stosik Lechia Gdańsk                                                  | 1:24:33   |
| Skok wzwyż                    | Artur Partyka Skra Warszawa                                                      | 2,22      | Rafał Kazimierczak AZS-AWF Warszawa                                              | 2,22      | Grzegorz Sposób AZS Lublin                                                      | 2,18      |
| Skok o tyczce                 | Krzysztof Kusiak Lechia Gdańsk                                                   | 5,40      | Adam Kolasa Lechia Gdańsk                                                        | 5,40      | Rafał Erdmański Zawisza Bydgoszcz                                               | 5,20      |
| Skok w dal                    | Grzegorz Marciniszyn Błękitni Osowa Sień                                         | 7,82      | Krzysztof Łuczak AZS-AWF Biała Podlaska                                          | 7,61      | Tomasz Mateusiak Skra Warszawa                                                  | 7,50      |
| Trójskok                      | Jacek Kazimierowski MKLA Łęczyca                                                 | 16,13     | Krzysztof Szuptarski Start Lublin                                                | 15,94     | Krzysztof Andrzejak Zawisza Bydgoszcz                                           | 15,89     |
| Pchnięcie kulą                | Przemysław Zabawski Podlasie Białystok                                           | 18,65     | Leszek Śliwa Zawisza Bydgoszcz                                                   | 18,60     | Tomasz Chrzanowski Śląsk Wrocław                                                | 18,40     |
| Rzut dyskiem                  | Olgierd Stański AZS-AWF Biała Podlaska                                           | 63,30     | Andrzej Krawczyk AZS-AWF Biała Podlaska                                          | 60,70     | Marek Majkrzak AZS-AWF Warszawa                                                 | 57,10     |
| Rzut młotem                   | Szymon Ziółkowski AZS Poznań                                                     | 80,39     | Maciej Pałyszko Warszawianka                                                     | 76,61     | Wojciech Kondratowicz AZS-AWF Gorzów Wlkp.                                      | 74,80     |
| Rzut oszczepem                | Grzegorz Krasiński Skra Warszawa                                                 | 81,94     | Dariusz Trafas AZS-AWF Gorzów Wlkp.                                              | 81,88     | Rajmund Kółko Skra Warszawa                                                     | 80,03     |
| Dziesięciobój                 | Michał Modelski AZS-AWF Katowice                                                 | 7685 pkt. | Ireneusz Żurawicz AZS-AWF Gorzów Wlkp.                                           | 7495 pkt. | Daniel Grabowski Warszawianka                                                   | 6527 pkt. |

### Kobiety
| Konkurencja:               | 1. miejsce                                                                            | Rezultat  | 2. miejsce                                                                           | Rezultat  | 3. miejsce                                                            | Rezultat  |
| Bieg na 100 m              | Zuzanna Radecka AZS-AWF Katowice                                                      | 11,37     | Agnieszka Rysiukiewicz AZS-AWF Wrocław                                               | 11,62     | Marzena Pawlak Olimpia Poznań                                         | 11,64     |
| Bieg na 200 m              | Zuzanna Radecka AZS-AWF Katowice                                                      | 22,96     | Agnieszka Rysiukiewicz AZS-AWF Wrocław                                               | 23,68     | Monika Giemzo Pogoń Siedlce                                           | 23,70     |
| Bieg na 400 m              | Grażyna Prokopek MLKS Ostróda                                                         | 52,15     | Justyna Karolkiewicz Pogoń Siedlce                                                   | 52,72     | Anna Pacholak Skra Warszawa                                           | 52,74     |
| Bieg na 800 m              | Anna Zagórska AZS-AWF Wrocław                                                         | 2:04,25   | Małgorzata Jamróz Eris Piaseczno                                                     | 2:04,96   | Dorota Fiut Skra Warszawa                                             | 2:05,30   |
| Bieg na 1500 m             | Lidia Chojecka WLKS Siedlce                                                           | 4:07,16   | Anna Jakubczak Skra Warszawa                                                         | 4:08,27   | Małgorzata Jamróz Eris Piaseczno                                      | 4:16,31   |
| Bieg na 5000 m             | Justyna Bąk Znicz Biłgoraj                                                            | 15:44,56  | Grażyna Syrek Olimpia Poznań                                                         | 16:07,06  | Marzena Michalska Wawel Kraków                                        | 16:09,01  |
| Bieg na 10 000 m           | Justyna Bąk Znicz Biłgoraj                                                            | 32:58,97  | Dorota Gruca-Giezek Agros Zamość                                                     | 33:01,10  | Kamila Gradus Legia Warszawa                                          | 33:36,53  |
| Bieg na 100 m przez płotki | Aneta Sosnowska Skra Warszawa                                                         | 13,17     | Aurelia Trywiańska MKL Szczecin                                                      | 13,43     | Urszula Włodarczyk AZS-AWF Wrocław                                    | 13,66     |
| Bieg na 400 m przez płotki | Anna Olichwierczuk Skra Warszawa                                                      | 55,75     | Małgorzata Pskit Błękitni Osowa Sień                                                 | 56,02     | Aleksandra Pielużek Skra Warszawa                                     | 58,26     |
| Sztafeta 4 × 100 m         | AZS-AWF Gdańsk Anna Sękowska Danuta Mądrzejewska Anna Świeczkowska Monika Długa       | 46,16     | AZS-AWF Wrocław Monika Wołowiec Iwona Dorobisz Olga Konopińska Małgorzata Bartczak   | 46,80     | Skra Warszawa Amelia Nowak Iwona Konrad Ilona Szymerska Monika Bejnar | 46,92     |
| Sztafeta 4 × 400 m         | Skra Warszawa Aleksandra Pielużek Luiza Łańcuchowska Anna Olichwierczuk Anna Pacholak | 3:35,07   | Błękitni Osowa Sień Marta Chrust Dominika Stokowska Gabriela Płocka Małgorzata Pskit | 3:39,95   | AZS-AWF Wrocław Dorota Słoma Marta Styza Anna Zagórska Iwona Tomczyk  | 3:40,54   |
| Chód na 10 km              | Katarzyna Radtke Lechia Gdańsk                                                        | 44:28     | Sylwia Korzeniowska AZS-AWF Kraków                                                   | 47:28     | Agnieszka Anduła AZS-AWF Biała Podlaska                               | 48:18     |
| Skok wzwyż                 | Donata Jancewicz AZS-AWF Wrocław                                                      | 1,86      | Anna Ksok Śląsk Wrocław                                                              | 1,86      | Agnieszka Korogocka Start Otwock                                      | 1,84      |
| Skok o tyczce              | Monika Pyrek Lechia Gdańsk                                                            | 4,00      | Anna Wielgus Lechia Gdańsk                                                           | 4,00      | Joanna Piwowarska KL Gdynia                                           | 3,70      |
| Skok w dal                 | Agata Karczmarek Skra Warszawa                                                        | 6,54      | Liliana Zagacka Skra Warszawa                                                        | 6,54      | Edyta Sibiga AZS-AWF Gdańsk                                           | 6,26      |
| Trójskok                   | Liliana Zagacka Skra Warszawa                                                         | 13,87     | Renata Szykulska AZS-AWF Gorzów Wlkp.                                                | 13,34     | Magdalena Olechnowska AZS-AWF Warszawa                                | 12,85     |
| Pchnięcie kulą             | Krystyna Zabawska Podlasie Białystok                                                  | 18,35     | Katarzyna Żakowicz AZS-AWF Wrocław                                                   | 17,89     | Karolina Konkolewska Zawisza Bydgoszcz                                | 14,67     |
| Rzut dyskiem               | Joanna Wiśniewska Warszawianka                                                        | 61,12     | Marzena Wysocka AZS-AWF Biała Podlaska                                               | 57,97     | Wioletta Potępa Skra Warszawa                                         | 54,03     |
| Rzut młotem                | Kamila Skolimowska Warszawianka                                                       | 66,20     | Agnieszka Pogroszewska Jantar Ustka                                                  | 61,28     | Jolanta Borawska AZS-AWF Wrocław                                      | 58,03     |
| Rzut oszczepem             | Genowefa Patla AZS-AWF Warszawa                                                       | 56,51     | Barbara Madejczyk AZS-AWF Gdańsk                                                     | 55,10     | Izabella Wojczakowska Skra Warszawa                                   | 52,67     |
| Siedmiobój                 | Elżbieta Rączka Warszawianka                                                          | 5801 pkt. | Izabela Obłękowska Skra Warszawa                                                     | 5706 pkt. | Magdalena Szczepańska AZS-AWF Wrocław                                 | 5563 pkt. |

## Biegi przełajowe
72. mistrzostwa Polski w biegach przełajowych rozegrano 11 marca w Chorzowie. Kobiety rywalizowały na dystansie 4,5 km, a mężczyźni na 4,5 km i na 12 km.

### Mężczyźni
| Konkurencja:             | 1. miejsce                            | Rezultat | 2. miejsce                  | Rezultat | 3. miejsce                         | Rezultat |
| Bieg przełajowy (4,5 km) | Dariusz Kruczkowski Zawisza Bydgoszcz | 13:36    | Jan Zakrzewski Oleśniczanka | 13:40    | Jarosław Cichocki Iskra Białogard  | 13:47    |
| Bieg przełajowy (12 km)  | Leszek Bebło Sporting Międzyzdroje    | 34:27    | Andrzej Ofiara MKS Katowice | 34:29    | Rafał Wójcik Sporting Międzyzdroje | 34:30    |

### Kobiety
| Konkurencja:             | 1. miejsce                 | Rezultat | 2. miejsce                     | Rezultat | 3. miejsce                   | Rezultat |
| Bieg przełajowy (4,5 km) | Justyna Bąk Znicz Biłgoraj | 15:34    | Wioletta Kryza AZS-UWM Olsztyn | 15:36    | Grażyna Syrek Olimpia Poznań | 16:10    |

## Maraton
Mistrzostwa Polski w maratonie kobiet zostały rozegrane 16 kwietnia w Dębnie, a mistrzostwa mężczyzn 7 maja w Warszawie.

### Mężczyźni
| Konkurencja: | 1. miejsce                   | Rezultat | 2. miejsce                | Rezultat | 3. miejsce                       | Rezultat |
| Maraton      | Mirosław Plawgo Oleśniczanka | 2:15:57  | Piotr Pobłocki Tucholanka | 2:18:12  | Dariusz Wieczorek Legia Warszawa | 2:21:10  |

### Kobiety
| Konkurencja: | 1. miejsce              | Rezultat | 2. miejsce                       | Rezultat | 3. miejsce                    | Rezultat |
| Maraton      | Janina Malska KS Olkusz | 2:44:07  | Wioletta Uryga Schöller Namysłów | 2:44:34  | Elżbieta Jarosz Śląsk Wrocław | 2:46:33  |

## Półmaraton
Mistrzostwa Polski w półmaratonie rozegrano 27 sierpnia w Pile.

### Mężczyźni
| Konkurencja: | 1. miejsce               | Rezultat | 2. miejsce                   | Rezultat | 3. miejsce                | Rezultat |
| Półmaraton   | Jan Białk Gryf Wejherowo | 1:03:38  | Mirosław Plawgo Oleśniczanka | 1:04:11  | Piotr Drwal Gryf 3 Słupsk | 1:04:36  |

### Kobiety
| Konkurencja: | 1. miejsce                       | Rezultat | 2. miejsce                          | Rezultat | 3. miejsce                         | Rezultat |
| Półmaraton   | Dorota Gruca-Giezek Agros Zamość | 1:13:03  | Małgorzata Sobańska AZS-AWF Wrocław | 1:14:17  | Aniela Nikiel Sprint Bielsko-Biała | 1:14:48  |

## Chód na 50 km mężczyzn i chód na 20 km kobiet
Zawody mistrzowskie w chodzie na 50 kilometrów mężczyzn i w chodzie na 20 kilometrów kobiet rozegrano 23 września w Zamościu. W czempionacie nie uczestniczyli, przygotowujący się do igrzysk olimpijskich w Sydney, czołowi polscy chodziarze: Katarzyna Radtke, Robert Korzeniowski, Tomasz Lipiec oraz Roman Magdziarczyk.

### Mężczyźni
| Konkurencja:  | 1. miejsce                | Rezultat | 2. miejsce                        | Rezultat | 3. miejsce                | Rezultat |
| Chód na 50 km | Jan Holender Flota Gdynia | 4:15:23  | Rafał Fedaczyński Unia Hrubieszów | 4:53:47  | Jacek Müller Flota Gdynia | 5:05:00  |

### Kobiety
| Konkurencja:  | 1. miejsce                         | Rezultat | 2. miejsce                              | Rezultat | 3. miejsce                      | Rezultat |
| Chód na 20 km | Sylwia Korzeniowska AZS-AWF Kraków | 1:34:24  | Agnieszka Anduła AZS-AWF Biała Podlaska | 1:41:56  | Janina Fijałkowska AZS MKS Łódź | 2:06:48  |

## Bieg na 3000 m z przeszkodami kobiet
Mistrzostwa w biegu na 3000 metrów z przeszkodami kobiet rozegrano 30 września w Poznaniu.
| Konkurencja:                  | 1. miejsce                     | Rezultat | 2. miejsce                    | Rezultat | 3. miejsce                  | Rezultat |
| Bieg na 3000 m z przeszkodami | Małgorzata Jamróz KS Piaseczno | 10:33,83 | Julia Budniak AZS-AWF Wrocław | 10:52,94 | Magdalena Stanny AZS Poznań | 11:04,01 |

## Bieg na 100 km mężczyzn
Mistrzostwa w biegu na 100 kilometrów mężczyzn zostały rozegrane 1 października w Kaliszu.
| Konkurencja:   | 1. miejsce                         | Rezultat | 2. miejsce                 | Rezultat | 3. miejsce                              | Rezultat |
| Bieg na 100 km | Jarosław Janicki Energetyk Gryfino | 6:39:47  | Piotr Sękowski WMKS Płońsk | 6:45:17  | Ryszard Płochocki TKKF Nowe Sulmierzyce | 6:55:11  |